# VOLI
VOLI – czarnogórska sieć dyskontów działająca od 1995 roku. W 2021 roku sieć liczyła 65 punktów w całej Czarnogórze. VOLI jest największym czarnogórskim przedsiębiorstwem pod względem liczby pracowników; w 2017 roku pracowało w nim 2116 osób.

## Historia
Pierwszy sklep VOLI został założony w 1995 roku w podgorickiej dzielnicy Blok 5; w tej placówce początkowo pracowało 5 osób; po czterech latach uruchomiono masarnię w tej placówce. W 2009 roku odnowiono budynek, w którym był ten sklep.
W 2007 roku otworzono Centrum Handlowe VOLI w Barze.
W 2011 roku sieć VOLI przejęła przedstawicielstwo marek samochodowych BMW oraz Mini w Czarnogórze, których sprzedaż została rozpoczęta w następnym roku.

## Dystrybutorzy
Dystrybutorami sieci VOLI są przedsiębiorstwa Carnex (od 2004), Vita (od 2006), i Vindije (od 2008).

## Ilość placówek[2]
| Rok  | Ilość placówek |
| ---- | -------------- |
| 1995 | 1              |
| 1996 | 1              |
| 1997 | 1              |
| 1998 | 2              |
| 1999 | 2              |
| 2000 | 3              |
| 2001 | 4              |
| 2002 | 4              |
| 2003 | 4              |
| 2004 | 4              |
| 2005 | 4              |
| 2006 | 6              |
| 2007 | 7              |
| 2008 | 9              |
| 2009 | 10             |
| 2010 | 14             |
| 2011 | 18             |
| 2012 | 32             |
| 2013 | 40             |
| 2014 | 43             |
| 2015 | 47             |
| 2016 | 49             |
| 2017 | 53             |
| 2018 | 56             |
| 2019 | 59             |
| 2020 | 63             |
| 2021 | 65             |

## Działalność sportowa
VOLI jest oficjalnym sponsorem klubu koszykarskiego KK Budućnost Podgorica.